# Matej Brodnik
Matej (Matija) Brodnik, slovensko-hrvaški slikar, * 17. december 1813, Dolenjske Toplice, † 31. marec 1845, Zagreb.

## Življenje in delo
Največ je slikal freske po cerkvah na Hrvaškem in slike v olju.